# 首都警察
首都警察（しゅとけいさつ、英: Metropolitan police）とは、次のような都市警察のことである。
1. 首都など、中央政府が置かれている都市を管轄とする警察。
2. 都市圏及び主要都市を管轄とする警察。

一部の首都警察では、正式名称に「メトロポリタンポリス」の名を使用しているところがある。全般的な警察業務を行い、「チーフ」や「マーシャル」、シェリフ（日本では警視総監）といった警察本部長を置くところが多い。

## 主なメトロポリタンポリス
正式名称にメトロポリタンポリス（Metropolitan police）を含む、主な都市警察を挙げる。

### 首都・州都を管轄とする警察
以下の警察は、国や州の行政府が置かれた都市を管轄とする。
- コロンビア特別区首都警察（Metropolitan Police Department of the District of Columbia）-  アメリカ合衆国・ワシントンD.C.
- インディアナポリス首都警察（Indianapolis Metropolitan Police Department）-  アメリカ合衆国・インディアナポリス（インディアナ州の州都）
- ダブリン首都警察（Dublin Metropolitan Police）-  アイルランド・ダブリン
- ロンドン警視庁（Metropolitan Police Service）-  イギリス・グレーター・ロンドン　「スコットランドヤード」の通称でも広く知られる
- パリ警視庁（Préfecture de police de Paris）-  フランス・パリ市/パリ県（フランス国家警察も参照）
直訳では「パリ県警察」だが、これはパリ市単独でパリ県となり、イル＝ド＝フランス地域圏を構成するため。
- 警視庁（Tokyo Metropolitan police Department：MPD）-  日本・東京都
- 北京市公安局（Beijing Municipal Public Security Bureau）-  中国・北京市
- ソウル地方警察庁（Seoul Metropolitan Police Agency：SMPA） -  韓国・ソウル特別市
- 台北市政府警察局（Taipei City Police Department）-  中華民国・台北市
- タイ王国首都圏警察（Metropolitan Police Bureau）-  タイ・バンコク都

### 都市圏や主要都市を管轄とする警察
以下の警察は首都・州都ではなく、主要都市及び都市圏を管轄とする。
- ラスベガス都市圏警察（Las Vegas Metropolitan Police Department）-  アメリカ合衆国・クラーク郡（含ラスベガス）

クラーク郡保安官事務所と、郡下のラスベガス市警察を統合して設置された機関。クラーク郡保安官が警察長を務める。クラーク郡は同州最大の都市圏である。ネバダ州の州都はカーソンシティ。
- セントルイス都市圏警察（St. Louis Metropolitan Police Department）-  アメリカ合衆国・セントルイス

セントルイス市が設置している警察。セントルイスは人口36万人弱だが、都市圏人口は約280万人を数える、アメリカ有数の都市圏の中心都市である。ミズーリ州の州都はジェファーソンシティ。